# Aphantaulax albini
Aphantaulax albini är en spindelart som först beskrevs av Jean Victor Audouin 1826.  Aphantaulax albini ingår i släktet Aphantaulax och familjen plattbuksspindlar. Inga underarter finns listade i Catalogue of Life.